# 外科学

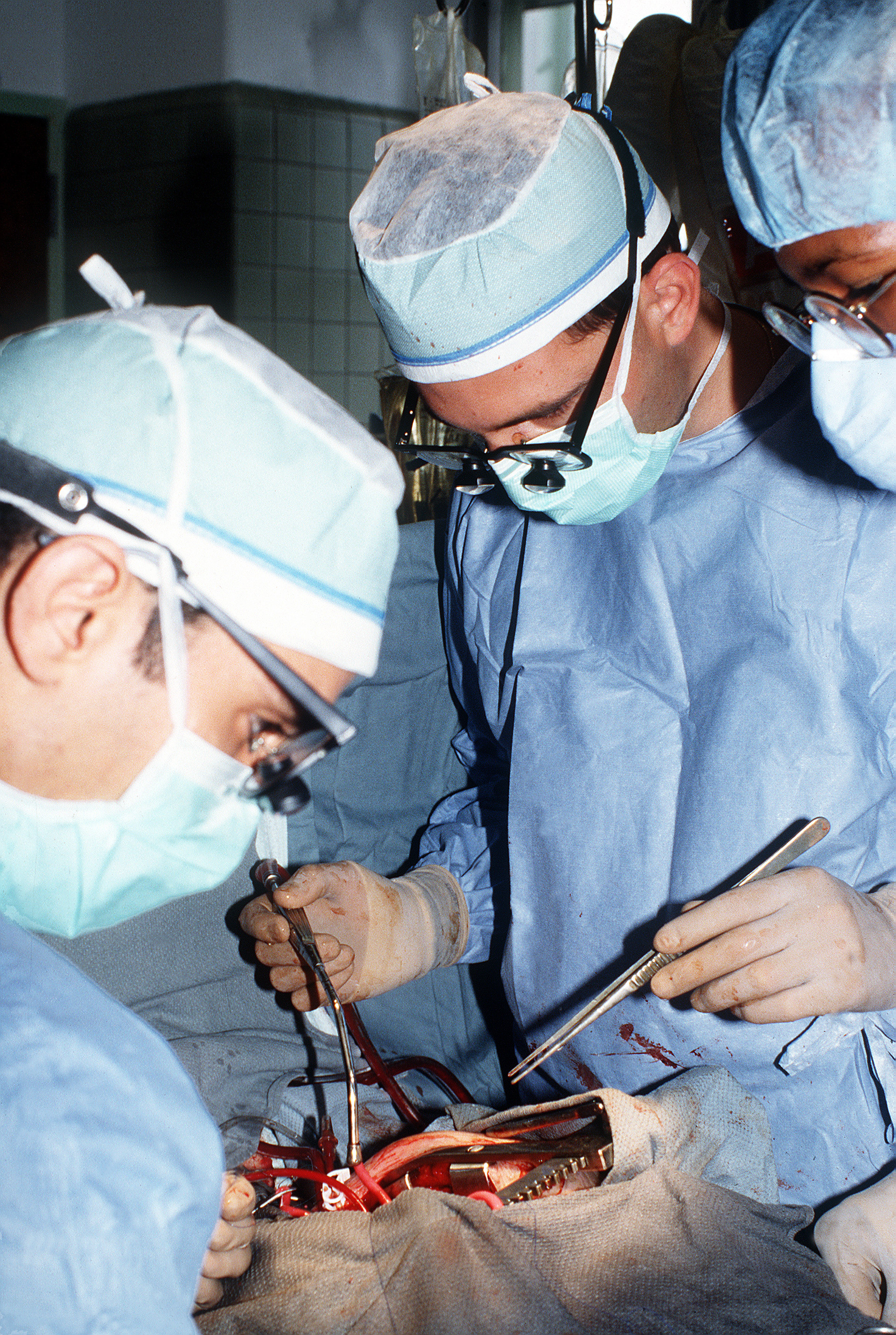
外科手術

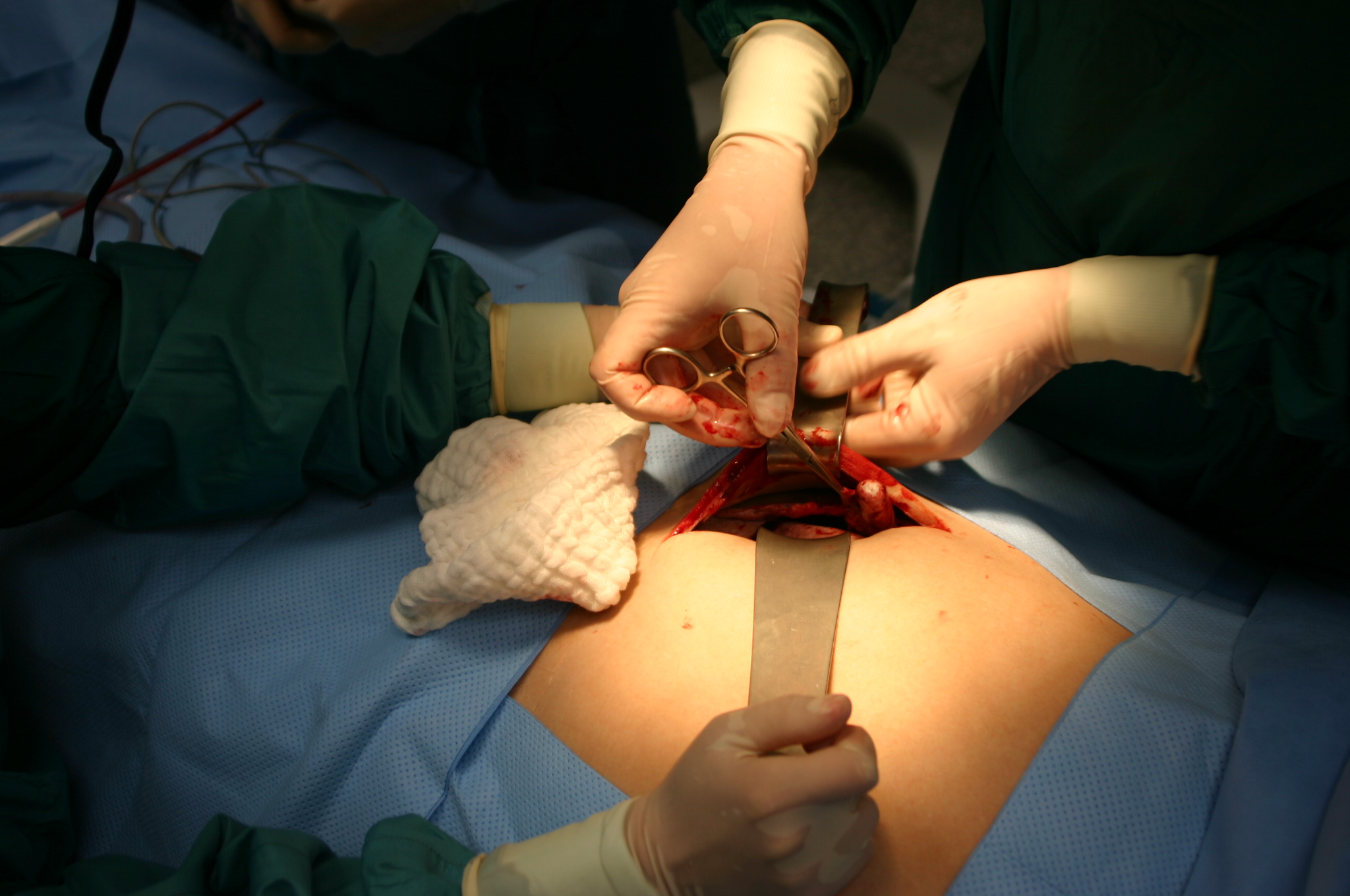

外科学（げかがく、英: surgery）は、手術等によって創傷および疾患の治癒を目指す臨床医学の一分野である。外科学は外科的手法を用いる全ての分野を包括する基礎となる学問である。
対照的に内科学がある。

## 歴史

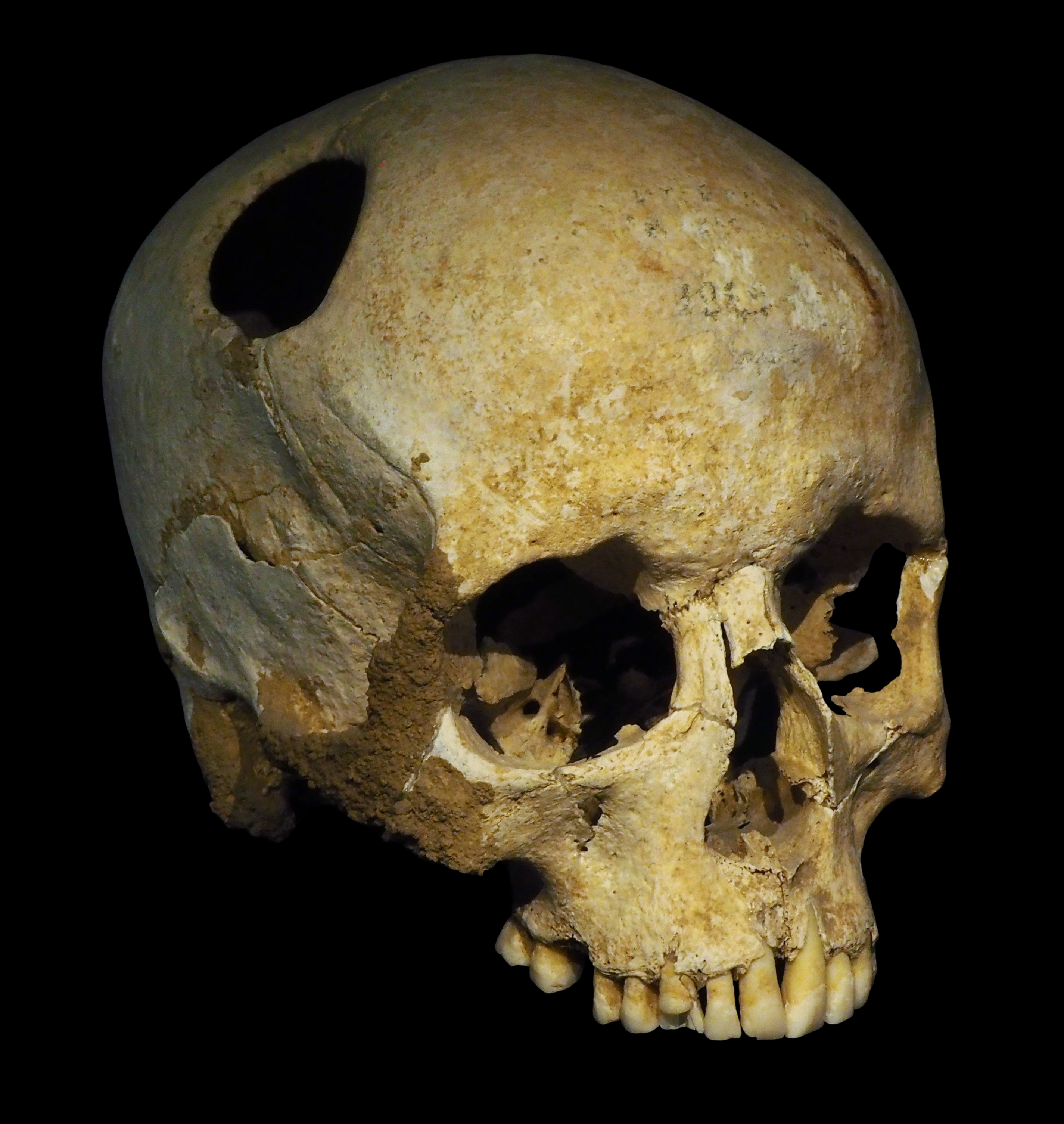
穿頭治療を行ったと考えられる石器時代の人間の頭蓋骨。切り口の様子から頭を開いた後も生きて自己治癒していたことが読み取れる。

体を切り開いて、患部を治療する考えは古くから存在した。証拠として残っている例としては、ヨーロッパ、シベリア、中国、南北アメリカなどから発見される石器時代の5-10％の頭蓋骨に見られる穿頭の痕である。
16世紀頃の欧米では、主に医学は内科学が主流とされ、理容師（理髪外科医）が外科的処置を行っていた。その時期の名残として理容店の赤・青・白の看板（サインポール）はそれぞれ動脈・静脈・包帯を意味すると言われている。
東洋医学では、周時代の諸制度を記した『周礼』に瘍医という役職があるが、これは体の表面にできる腫物や傷などに対処するものであった。14世紀には内科と外科の分化が確認されるが、あくまで患部箇所の違いに基づくもので、本格的な分化は南蛮医学の伝来に触発されて以後のことになる。
現在でも英語圏では「physician（内科医）」が臨床医の名称とされ、「physician（内科医）」と「surgeon（外科医）」と、名称から区分されていることも少なくない。
19世紀以降麻酔法が確立され、また戦後人工心肺の開発などで急速に発展を遂げていった。

### 日本
日本において、外科という言葉は、『太平記』で初めて用いられた。室町時代に多用されるようになり、同義語の外境という言葉も見られるようになった。1559年に作られた国語辞書である『いろは字書』では、「げききょうしゃ（外痙者、外経者、外境者）」を外科医と説明した。
16世紀中頃には、戦場の傷を外科的に処置する金創医と呼ばれる外科医達が登場した。
江戸時代には、金瘡が発展し、さらに南蛮の医学とも融合し、記録に残る限り、世界で最古の全身麻酔手術を成功させた華岡青洲などが出た。

## 分野
もともと内科学が内分泌学や呼吸器学などのように臓器・機能別に専門化されていったのに対し、外科学は手技に基づく観点から頭部、胸部、腹部、四肢というように身体の部位別に専門化されていった。
例えば内科学において内分泌学は主に下垂体、甲状腺、副腎などの内分泌臓器の疾患を扱う分野であるが、外科学においては下垂体疾患は脳神経外科学、甲状腺疾患は甲状腺外科学、副腎疾患は泌尿器科学というように別々の領域として取り扱われる。
また、脳神経外科学、整形外科学は戦前より外科学の一分野から独立し、それぞれ個々の学問として確立している。その他、眼科学、耳鼻咽喉科学、泌尿器科学、皮膚科学、産科・婦人科学は、歴史的にそれぞれの器官の外科的治療を行う外科学分野として発展してきた経緯があり、医療の専門性が高まったことにより、現在では外科学から完全に独立した診療分野となってきている。

### 主な分野
近年医学が多様化し「○○外科学」と色々な種類の名称が聞かれるようになったが、歴史的に古くから存在する代表的な外科学の分野は以下の通り。
- 一般外科学（general surgery）

主に腹部・消化器系、および熱傷・創傷などを対象とする分野。日本では主に「消化器外科学」と称されている分野。旧来より外科学の原点とも言える分野であるため、欧米等では「消化器外科学」とは称されず「一般外科学」と称されている。
- 消化器外科学（gastroenterological surgery）

胃・腸などの消化管、および肝臓・胆嚢・膵臓などの外分泌臓器を対象とする分野。現在でも胃腸管を専門に扱う分野と肝臓・胆道・膵臓を専門に扱う分野はそれぞれ独立していると言ってもいい。
- 食道外科学（esophageal surgery）

食道を中心に扱う。元来は胸部外科学から発展してきた分野であり、耳鼻咽喉科学・頭頸部外科学とも関わりを持つ。近年はほとんど消化器外科学領域で扱われている。
- 大腸肛門外科学・肛門学（colorectal surgery・proctology）

大腸・直腸・肛門の疾患を対象とする消化器外科学の一分野。
- 乳腺外科学（breast surgery）

乳房・乳腺疾患を中心に扱ってきた分野。具体的には乳房の痛み・違和感・しこり・乳頭からの分泌物・わきのしこりなど乳房に症状のある人の診察、乳がん検診、乳がん検診の精密検査、乳がん手術後診療を行う。
- 内分泌外科学（endocrine surgery）・甲状腺外科学 （thyroid surgery）

旧来より主に甲状腺疾患を中心に扱ってきて、現在では内分泌臓器全般に関する診療を扱う分野。
- 小児外科学（pediatric surgery）

小児や新生児期特有の疾患を対象とする分野。内科（小児科）に対しての外科（小児外科）となるので、他の外科分野と異なり他の外科分野と異なり頭頚部、胸部（呼吸器）、腹部、泌尿器、生殖器などの小児の全外科疾患を扱う。先天性心疾患等を含めた心臓疾患のみ心臓血管外科領域となる。古くから外科学において小児の疾患を扱ってきた分野として発展していったが、心臓の手術は戦後人工心肺が開発されてから可能となったため、先天性心疾患等を含めた心臓疾患の治療は心臓血管外科学の方で発展していった。
- 胸部外科学（thoracic surgery）

胸部を中心に扱ってきた分野。特に戦後人工心肺が開発されてから急激に発展を遂げていった。欧米では胸部心臓外科学（cardiothoracic surgery）と称されていることが多い。
- 心臓血管外科学（cardiovascular surgery）
心臓や血管等の循環器系統を扱ってきた分野。欧米では一般に「心臓外科学（cardiac surgery）」と「血管外科学（vascular surgery）」という2つの分野に分かれていることが多い。
- 呼吸器外科学（chest surgery）
主に気管・肺などの呼吸器を中心として胸郭全体を扱ってきた分野。欧米では「呼吸器外科学（chest surgery）」とは称されず、そのまま「胸部外科学（thoracic surgery）」と称されている。

### 独立した専門分野
「外科学」から発展し、独立して個々の専門分野として確立している分野は以下の通り。
- 脳神経外科学（neurosurgery）

頭蓋内の大脳・小脳、および脊髄などの脳・神経分野を対象として扱う分野。
- 整形外科学（orthopedic surgery）

四肢および脊椎疾患や外傷を中心に、骨・関節・筋肉を主に扱う分野。
- 形成外科学・再建外科学（plastic surgery・reconstructive surgery）

体表面の損傷治癒および機能再建を扱う分野。美容外科学を含む。
- 泌尿器科学（urology）

元々腹部の外科学の内の一つとして腎臓、泌尿器等を扱っていた分野。欧米諸国では現在でも一般外科学の一分野として扱われることが多い。
- 歯学・口腔外科学（dentistry・oral surgery）

旧来より「歯学」として「医学」から独立して存在する分野。

### 発展している専門分野
以下は上記の外科学各分野において発展してきている分野領域。各学会名としては広く存在しているが、上記外科学の各分野から独立して存在することは無い。
- 内視鏡外科学（endoscopic surgery）

上記各分野において、内視鏡（腹腔鏡・胸腔鏡等）を用いた治療を扱う。
- 移植外科学（transplant surgery）

上記各分野において、臓器移植治療を扱う。